# Solana de Font Barrera
La Solana de Font Barrera és una solana del terme municipal de Conca de Dalt, dins de l'antic terme de Claverol, al Pallars Jussà. Es troba en territori de l'antic enclavament dels Masos de Baiarri.
Està situada a la part oriental de l'enclavament, a la dreta del barranc de les Llaus i al sud-oest i a sota de la Roqueta, al sud-est de les Feixes i al nord-oest de l'Obaga de Barrera. És també a llevant de la Collada de les Bordes.